# IC 3727/1
IC 3727/1 је спирална галаксија у сазвијежђу Дјевица која се налази на листи објеката дубоког неба у Индекс каталогу.
Деклинација објекта је + 10° 54' 2" а ректасцензија 12h 45m 5,7s. Привидна величина (магнитуда) објекта IC 3727 износи 13,7 а фотографска магнитуда 14,4. IC 37271 је још познат и под ознакама UGC 7927, MCG 2-33-9, CGCG 71-28, VCC 2012, PGC 42969.